# Polaris (banda australiana)
Polaris es una banda australiana de metalcore de Sídney, Nueva Gales del Sur. La banda está formada por el vocalista Jamie Hails, el guitarrista Rick Schneider, el bajista y vocalista Jake Steinhauser y el baterista Daniel Furnari. La banda ha lanzado ya tres álbumes de estudio: The Mortal Coil (2017), The Death of Me (2020) y su más reciente trabajo Fatalism (2023).
Polaris es conocido por combinar elementos de metalcore con paisajes sonoros progresivos/post-rock, electrónica y ganchos melódicos, entrelazados con letras personales, que a menudo tratan sobre ansiedad, depresión y pérdida.

## Historia

### Formación y sus primeros trabajos (2012–2018)
Polaris se formó en 2012 por el baterista Daniel Furnari y Jake Steinhauser en la guitarra después de conocerse en la batalla de bandas de su escuela secundaria, descubriendo rápidamente un amor mutuo por el metal y la música alternativa. Luego, los dos reclutaron al guitarrista Rick Schneider y al vocalista Jamie Hails a través de amigos en común y del boca a boca. Matt Steinhauser, el hermano de Jake, se incorporó para encargarse de las tareas del bajo y completó la formación con James West en el sintetizador y los teclados. El grupo comenzó a trabajar juntos en música, escribiendo y grabando su primer sencillo "Summit" y la mayor parte del EP Dichotomy a principios de 2012. A finales de 2012, Polaris anunció la salida de Matt Steinhauser y West. Luego, el guitarrista Jake pasó al bajo para concentrarse en su canto, mientras la banda avanzaba hacia un sonido más progresivo.
La banda comenzó a buscar un nuevo guitarrista, realizando audiciones públicas. El 18 de noviembre de 2013, la banda anunció a Ryan Siew como su nuevo guitarrista, que en ese momento tenía 15 años. Poco después de unirse, el EP Dichotomy fue lanzado de forma independiente el 29 de noviembre de 2013.
El 3 de marzo de 2015 se lanzó el sencillo "Unfamiliar"; Fue la primera pista que presentó a Siew como guitarrista principal. Polaris continuó escribiendo y terminó 5 pistas adicionales para completar su segundo EP titulado The Guilt & The Grief. El EP fue grabado con Sonny True Love y Evan Lee en los estudios STL en la costa norte de Nueva Gales del Sur, y fue mezclado por Carson Slovak y Grant McFarland de Atrium Audio en Pensilvania. The Guilt & The Grief fue lanzado de forma independiente por la banda el 29 de enero de 2016 y alcanzó el puesto 34 en las listas de ARIA.
El 3 de noviembre de 2017, Polaris lanzó su primer álbum de estudio, The Mortal Coil, a través de Resist Records y Sharptone Records. El álbum fue nominado al Premio ARIA 2018 al Mejor Álbum de Hard Rock o Heavy Metal, así como al premio Álbum Australiano del Año en los J Awards.

### The Death of Me(2019–2022)
El 21 de febrero de 2020, Polaris lanzó su segundo álbum de estudio The Death of Me, también a través de Resist Records y Sharptone Records. El álbum fue nominado al Premio ARIA 2020 al Mejor Álbum de Hard Rock o Heavy Metal. El 3 de julio de 2020, la banda lanzó las ediciones instrumentales de sus álbumes, The Mortal Coil y The Death of Me.
En una entrevista con Wall of Sound, Jamie Hails confirmó que la banda ha estado trabajando en material nuevo durante la pandemia, que no lanzarán hasta que hayan realizado la gira internacional de The Death of Me.
El 27 de julio de 2022, el artista y productor electrónico australiano PhaseOne lanzó una canción en colaboración con la banda titulada "Icarus", lo que marca la primera vez que la banda colabora con otro artista en música nueva.
El 4 de noviembre de 2022, Polaris anunció a través de las redes sociales: "Hemos entrado al estudio para comenzar a ensamblar nuestro próximo trabajo" con su ingeniero de sonido en vivo Lance Prenc en Kinglake Studios en Melbourne.

### Muerte de Siew yFatalism(2023–presente)
El 24 de mayo de 2023, Polaris anunció en las redes sociales que su nueva canción "Inhumane" debutaría en la estación de radio Triple J el 25 de mayo. La canción se había tocado previamente en vivo en su gira australiana del décimo aniversario. Tras el lanzamiento de "Inhumane", la banda anunció su tercer álbum de estudio, Fatalism, que se lanzaría el 1 de septiembre. La semana siguiente, se anunció una gira australiana como cabeza de cartel con August Burns Red, Kublai Khan Tx y Currents. Luego, la banda se dirigió a Europa para una serie de fechas en festivales; Sin embargo, el 20 de junio, Polaris anunció a través de las redes sociales que se "retiraban de todas las fechas restantes" de su gira debido a una "grave crisis personal". El 27 de junio de 2023, la banda confirmó a través de plataformas de redes sociales que el guitarrista Ryan Siew había muerto la mañana del 19 de junio.
El mes siguiente, el 24 de julio, la banda anunció que seguirían adelante con el lanzamiento de Fatalism y la gira que lo acompañaría en honor a Siew, después de largas discusiones entre la banda y la familia de Siew. "Este es el último conjunto de canciones completas que escribimos junto con Ryan", dijo la banda en un comunicado, "y aunque las circunstancias de su lanzamiento ahora están enmarcadas por esta tragedia, el significado de las canciones y el amor que tenemos por ellos no ha cambiado." El segundo sencillo del álbum, "Nightmare", fue lanzado esa misma semana, el 26 de julio. El 24 de agosto, la banda lanzó el tercer sencillo del álbum, "Overflow", antes del lanzamiento oficial del álbum el 1 de septiembre. Fatalism debutó en el número uno en la lista de álbumes ARIA la semana de su lanzamiento, marcando la primera lista de la banda álbum superior.

## Miembros
| Miembros actuales - Jamie Hails - Voz principal, percusión (2012-presente) - Rick Schneider - Guitarra principal (2012-2013, 2023-presente), guitarra rítmica (2013-presente) - Jake Steinhauser: Voz limpia (2012-presente), bajo (2013-presente), guitarra rítmica (2012-2013) - Daniel Furnari - Batería (2012-presente) Miembros de apoyo - Jesse Crofts - Guitarra principal (2023-presente) | Miembros anteriores - James West - Sintetizador, teclados (2012-2014) - Matt Steinhauser - Bajo (2012-2013) - Ryan Siew - Guitarra principal (2013-2023; fallecido en 2023) |

Línea del tiempo

## Discografía

### Álbumes de estudio
| Título          | Detalles | Posiciones | Posiciones |
| Título          | Detalles | AUS        | GER        |
| --------------- | --- | ---------- | ---------- |
| The Mortal Coil | - Lanzamiento: 3 de noviembre de 2017 - Discografía: Resist, SharpTone - Formatos: CD, Vinyl, Descarga digital  | 6          | —          |
| The Death of Me | - Lanzamiento: 21 de febrero de 2020 - Discografía: Resist, SharpTone - Formatos: CD, Vinyl, Descarga digital   | 3          | 39         |
| Fatalism        | - Lanzamiento: 1 de septiembre de 2023 - Discografía: Resist, SharpTone - Formatos: CD, Vinyl, Descarga digital | 1          | 25         |

### EPs
| Título                | Detalles                                                                                             | Posiciones |
| Título                | Detalles                                                                                             | AUS        |
| --------------------- | --- | ---------- |
| Dichotomy             | - Lanzamiento: 29 de noviembre de 2013 - Discografía: Independiente - Formatos: CD, Descarga digital | —          |
| The Guilt & the Grief | - Lanzamiento: 29 de enero de 2016 - Discografía: Independiente - Formatos: CD, Descarga digital     | 34         |